# آتلي همر
آتلي همر (بالنرويجية البوكمول: Atle Hammer)‏ هو بواق ومهندس وملحن نرويجي، ولد في 11 مارس 1932 في أوسلو في النرويج، وتوفي في 22 أكتوبر 2017.

## وصلات خارجية
- آتلي همر على موقع ميوزك برينز (الإنجليزية)
- آتلي همر على موقع ديسكوغز (الإنجليزية)